# Montfaucon-en-Velay

Montfaucon-en-Velay este o comună în departamentul Haute-Loire, Franța. În 2009 avea o populație de 1,270 de locuitori.